# Gioia delicata
Gioia delicata es una especie de insecto coleóptero de la familia Chrysomelidae. Fue descrita científicamente en 1994 por Savini P.